# Sándor Erdős
Sándor Erdős (Budapest, 21 agosto 1946) è un ex schermidore ungherese, vincitore di una medaglia d'oro nella scherma ai giochi olimpici.